# Eimskipafélag Íslands
Hf. Eimskipafélag Íslands (bis November 2006 Avion Group) ist eine isländische Investmentgesellschaft, die sich auf das Transportwesen spezialisiert hat. Das Unternehmen war im OMX Iceland 15-Index gelistet. Eimskipafélag Íslands (Isländische Dampfschifffahrtsgesellschaft) wurde am 17. Januar 1914 gegründet und ist die älteste Schifffahrtsgesellschaft des Landes. Sie hat Niederlassungen in 17 Ländern.
Das Unternehmen wurde am 1. Januar 2005 durch mehrere bereits bestehende Gesellschaften gegründet. Im Jahr 2005 wies Avion das zweitgrößte Wachstum in Europa auf. Die Flugzeugflotte umfasste im Januar 2006 61 Maschinen der Hersteller Airbus und Boeing, dazu kamen 30 Schiffe und 170 Lastkraftwagen.
Hf. Eimskipafélag Íslands gliedert sich in drei Divisionen, die aus jeweils einem oder mehreren Unternehmen bestehen:
- Spedition & Logistik
  - Eimskip Schifffahrt
- Luftfahrt-Dienstleistungen
  - Air Atlanta Icelandic Leasinggesellschaft
  - Avia Technical Services
  - Avion Aircraft Trading Leasinggesellschaft
  - SouthAir

Avion Group war im Januar 2006 noch an der isländischen Börse gelistet.

## Unternehmensleitung
- Sindri Sindrason, Vorsitzender
- Hannes Hilmarsson, Vorsitzender Air Atlanta Icelandic
- Baldur Guðnason, Vorsitzender Eimskip
- John O’Loughlin, Geschäftsführer Avia Technical Services